# Captain Marvel (soundtrack)
Captain Marvel (Original Motion Picture Soundtrack) is de soundtrack voor de Marvel Studios-film Captain Marvel, gecomponeerd door Pinar Toprak. Het album werd op 8 maart 2019 uitgebracht door Hollywood Records.
Toprak omschreef de partituur als een samensmelting van elektronische en orkestrale klanken, waarbij de elektronische partijen de aliens vertegenwoordigden en het orkest de hoofdpersoon vertegenwoordigde. Toprak nam de elektronische geluiden op op een analoge synthesizer in haar thuisstudio en nam een 90-koppig orkest op in de Abbey Road Studios in Londen.

## Tracklijst
Alle muziek is geschreven door Pinar Toprak.
| Nr. | Titel                    | Duur |
| --- | ------------------------ | ---- |
| 1.  | Captain Marvel           | 2:15 |
| 2.  | Waking Up                | 1:28 |
| 3.  | Boarding the Train       | 1:30 |
| 4.  | Why Do You Fight?        | 1:14 |
| 5.  | Let's Bring Him Home     | 1:39 |
| 6.  | Entering Enemy Territory | 3:33 |
| 7.  | Breaking Free            | 5:24 |
| 8.  | Hot Pursuit              | 4:34 |
| 9.  | Lost the Target          | 2:10 |
| 10. | Lifting Fingerprints     | 1:31 |
| 11. | Finding the Records      | 5:20 |
| 12. | Escaping the Basement    | 4:23 |
| 13. | Photos of Us             | 1:56 |
| 14. | Learning the Truth       | 3:16 |
| 15. | New Clothes              | 1:04 |
| 16. | Space Turbulence         | 2:58 |
| 17. | High Score               | 2:35 |
| 18. | Interrupting Something?  | 1:30 |
| 19. | Trapped                  | 3:19 |
| 20. | I'm All Fired Up         | 3:20 |
| 21. | More Problems            | 8:15 |
| 22. | You Could Use a Jump     | 1:45 |
| 23. | This Isn't Goodbye       | 2:29 |